# Barda (Szilva)
A Barda (oroszul: Барда) folyó Oroszország európai részén, a Permi határterületen; a Szilva jobb oldali mellékfolyója.

## Földrajz
Hossza: 209 km (vagy 223 km), vízgyűjtő területe: 1970 km².
A Csuszovszkaja–Liszva–Jekatyerinburg vasútvonalon fekvő Kin vasútállomástól nyugat eső területen ered. A Permi határterület délkeleti részén folyik kezdetben nyugat, majd délnyugat felé. Gyenge sodrású tajgai folyó, fenyvesekkel benőtt alacsony hegyek között kanyarog.
Partjain nincsenek nagyobb települések.